# Merluccius
Genre
Merluccius est un genre de poissons marins, communément appelés merlu.  
Les espèces M. merluccius (Atlantique Nord-Est et Méditerranée), M. capensis et M. paradoxus (Atlantique Sud-Est), M. gayi (Pacifique Sud-Est), M. hubbsi (Atlantique Sud-Ouest), M. australis (Pacifique Sud), M. productus (Pacifique Nord-Est) sont pêchés intensivement. 

## Espèces
- Merluccius albidus (Mitchill, 1818)
- Merluccius angustimanus Garman, 1899
- Merluccius australis (Hutton, 1872) - merlu austral
- Merluccius bilinearis (Mitchill, 1814) - merlu argenté
- Merluccius capensis Castelnau, 1861 - merlu du Cap
- Merluccius gayi (Guichenot, 1848) - merlu blanc du Chili
- Merluccius guttatus (Collett, 1890)
- Merluccius hernandezi Mathews, 1985
- Merluccius hubbsi Marini, 1933 - merlu argentin
- Merluccius merluccius (Linnaeus, 1758) - merlu commun
- Merluccius paradoxus Franca, 1960
- Merluccius patagonicus Lloris and Matallanas, 2003
- Merluccius polli Cadenat, 1950
- Merluccius productus (Ayres, 1855) - merlu du Pacifique
- Merluccius senegalensis Cadenat, 1950
- Merluccius pusangatus Berthini, 1958